# 布拉讷 (杜省)
布拉讷（法語：Branne，法語發音：[bʁan]）是法国杜省的一个市镇，属于蒙贝利亚尔区。

## 地理
布拉讷（47°22'36"N, 6°28'21"E）面积6.45 平方千米，位于法国勃艮第-弗朗什-孔泰大區杜省，该省份为法国东部内陆省份，北起上索恩省，西接汝拉省，东部及东南部与瑞士接壤，东北部与贝尔福地区省接壤。
与布拉讷接壤的市镇（或旧市镇、城区）包括：罗什莱克莱瓦勒、耶夫尔帕鲁瓦斯、派德克莱瓦勒。

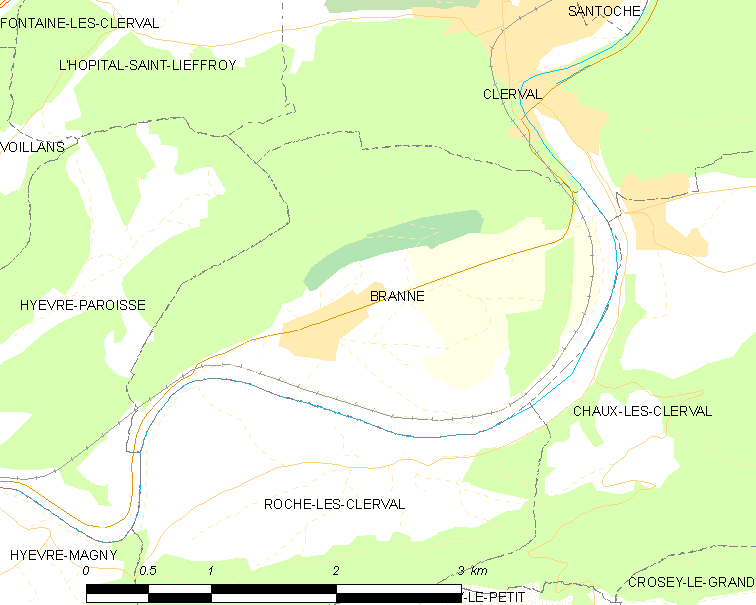
的OSM定位图

布拉讷的时区为UTC+01:00、UTC+02:00（夏令时）。

## 行政
布拉讷的邮政编码为25340，INSEE市镇编码为25087。

## 政治
布拉讷所属的省级选区为巴旺县。

## 人口

1962-2008年间人口变化图示

布拉讷于2022年1月1日时的人口数量为181人。